# Orientierungslauf-Weltmeisterschaften 1985
Die 11. Orientierungslauf-Weltmeisterschaften fanden vom 4. September bis 6. September 1985 in der Gegend um Bendigo in Australien statt.
Dem Finnen Kari Sallinen gelang es bei den Männern die norwegische Dominanz der letzten Jahre zu brechen. Fast zwei Minuten Vorsprung hatte Sallinen auf Tore Sagvolden aus Norwegen. Bei den Frauen feierte Annichen Kringstad aus Schweden wieder goldene Weltmeisterschaften. Wie bereits 1981 und 1983 holte sie 1985 in Australien sowohl im Einzel als auch mit der Staffel Gold.

## Herren

### Einzel
| Platz | Land | Athlet            | Zeit      |
| ----- | ---- | ----------------- | --------- |
| 1     | FIN  | Kari Sallinen     | 1:28:08 h |
| 2     | NOR  | Tore Sagvolden    | 1:30:01 h |
| 3     | NOR  | Egil Iversen      | 1:30:42 h |
| 4     | SWE  | Jörgen Mårtensson | 1:31:12 h |
| 5     | FIN  | Pekka Nikulainen  | 1:31:50 h |
| 6     | SUI  | Urs Flühmann      | 1:32:43 h |
| 7     | NOR  | Øyvin Thon        | 1:33:20 h |
| 8     | SWE  | Kjell Lauri       | 1:33:22 h |

Einzel:

Titelverteidiger:  Morten Berglia

Ort: Kooyoora State Park

Länge: 15,2 km

Posten: 23

### Staffel
| Platz | Land | Athleten                                                         | Zeit      |
| ----- | ---- | ---------------------------------------------------------------- | --------- |
| 1     | NOR  | Morten Berglia Atle Hansen Tore Sagvolden Øyvin Thon             | 3:52:44 h |
| 2     | SWE  | Lars Palmqvist Michael Wehlin Kjell Lauri Jörgen Mårtensson      | 3:54:21 h |
| 3     | SUI  | Willi Müller Martin Howald Urs Flühmann Alain Gafner             | 4:03:33 h |
| 4     | HUN  | István Benedek János Kelemen Zoltán Kiss Zoltán Lantos           | 4:05:31 h |
| 5     | FIN  | Kari Sallinen Pekka Nikulainen Pasi Raukko Heikki Peltola        | 4:10:30 h |
| 6     | TCH  | Vlastimil Uchytil Jozef Pollák Jaromír Tilšer Jaroslav Kačmarčík | 4:16:59 h |
| 7     | DEN  | Klaus Madsen Preben Sloth Lars Konradsen Jens Hansen             | 4:17:00 h |
| 8     | AUS  | Robert Vincent Robert Plowright Michael Dowling Terry Farrell    | 4:29:16 h |

Staffel:

Titelverteidiger:  Morten Berglia, Øyvin Thon, Tore Sagvolden, Harald Thon

Ort: Wattle Gully Diggings, Fryerstown (Karte)

## Damen

### Einzel
| Platz | Land | Athletin            | Zeit      |
| ----- | ---- | ------------------- | --------- |
| 1     | SWE  | Annichen Kringstad  | 54:14 min |
| 2     | NOR  | Brit Volden         | 55:07 min |
| 3     | SWE  | Christina Blomqvist | 57:11 min |
| 4     | SWE  | Kerstin Månsson     | 59:03 min |
| 5     | SWE  | Karin Rabe          | 59:41 min |
| 6     | TCH  | Ada Kuchařová       | 60:35 min |
| 7     | DEN  | Charlotte Thrane    | 62:47 min |
| 8     | NOR  | Helle Johansen      | 62:55 min |

Einzel:

Titelverteidigerin:  Annichen Kringstad

Ort: Kooyoora State Park

Länge: 8,4 km

Posten: 14

### Staffel
| Platz | Land | Athletinnen                                                              | Zeit      |
| ----- | ---- | ------------------------------------------------------------------------ | --------- |
| 1     | SWE  | Karin Rabe Christina Blomqvist Kerstin Månsson Annichen Kringstad        | 3:01:21 h |
| 2     | NOR  | Ragnhild Bratberg Hilde Tellesbø Helle Johansen Ellen Sofie Olsvik       | 3:01:31 h |
| 3     | SUI  | Susanne Lüscher Frauke Sonderegger-Bandixen Brigitte Zürcher Ruth Humbel | 3:21:31 h |
| 4     | DEN  | Hanne Birke Charlotte Thrane Karin Jexner Dorthe Hansen                  | 3:24:23 h |
| 5     | TCH  | Iva Kalibánová Petra Wágnerová Ada Kuchařová Eva Bártová                 | 3:32:04 h |
| 6     | FIN  | Riitta Karjalainen Marja-Liisa Portin Ulla Mänttäri Annariitta Kottonen  | 3:32:55 h |
| 7     | GBR  | Roz Clayton Jean Ramsden Christine Whalley Yvette Hague                  | 3:33:43 h |
| 8     | FRG  | Anja Gruhn Bärbel Vitek Heidrun Finke Kerstin Stratz                     | 3:40:10 h |

Staffel:

Titelverteidigerinnen:  Karin Rabe, Marita Skogum, Kerstin Månsson, Annichen Kringstad

Ort: Wattle Gully Diggings, Fryerstown (Karte)

## Medaillenspiegel
| Platz | Land     | Gold | Silber | Bronze | Gesamt |
| ----- | -------- | ---- | ------ | ------ | ------ |
| 1     | Schweden | 2    | 1      | 1      | 4      |
| 2     | Norwegen | 1    | 3      | 1      | 5      |
| 3     | Finnland | 1    | –      | –      | 1      |
| 4     | Schweiz  | –    | –      | 2      | 2      |